# Хайль, Шарлин фон
Шарлин фон Хайль (нем. Charline von Heyl, род. 1960 в Майнце, Германия) — живописец, абстракционистка, живёт и работает в Нью-Йорке, США.

## Биография
Шарлин фон Хайль — художница немецкого происхождения, которая живёт в Нью-Йорке продолжительное время. Изучала живопись у Йорга Иммендорфа в Гамбурге и у Фрица Швеглера в Дюссельдорфской государственной академии художеств.

## Творчество
Создает живописные и графические работы, которые сильно отличаются друг от друга. Незаинтересованная в создании цельного стиля, Шарлин фон Хайль вместо этого культивирует синкретизм. В её живописи сталкиваются разные стили и периоды в искусстве.

## Персональные выставки
- 2007 Charline von Heyl: works on paper — Friedrich Petzel Gallery, Нью-Йорк
- 2007 «Шарлин фон Хайль» Galerie Gisela Capitain, Кёльн
- 2007 «Шарлин фон Хайль» 1301PE, Лос-Анджелес
- 2006 «Шарлин фон Хайль» Friedrich Petzel Gallery, Нью-Йорк
- 2005 Concentrations 48 Charline von Heyl — Dallas Museum of Art, Даллас
- 2004 «Шарлин фон Хайль» Galerie Gisela Capitain, Кёльн
- 2003 «Шарлин фон Хайль» Friedrich Petzel Gallery, Нью-Йорк
- 2002 «Шарлин фон Хайль» Galerie Gisela Capitain, Кёльн
- 1998 Installation View Galerie Gisela Capitain, Кёльн
- 1992 «Шарлин фон Хайль» Galerie Bleich-Rossi, Вена
- 1991 «Шарлин фон Хайль» Galerie Christian Nagel — Köln, Кёльн